# قلعه وگورستان قلات خواری
قلعه وقبرستان قلات خواری مربوط به دوره ساسانیان - دوران‌های تاریخی پس از اسلام است و در شهرستان ارسنجان، بخش مرکزی، روستای قلات خواری واقع شده و این اثر در تاریخ ۲۴ اسفند ۱۳۸۳ با شمارهٔ ثبت ۱۱۷۴۴ به‌عنوان یکی از آثار ملی ایران به ثبت رسیده‌است.